# Dysgonia diplocyma
Dysgonia diplocyma is een vlinder uit de familie spinneruilen (Erebidae). De wetenschappelijke naam is voor het eerst geldig gepubliceerd in 1917 door Gaede.
De soort komt voor in tropisch Afrika.